# Гризе, Курт
Курт Гризе (нем. Kurt Griese; 29 июля 1910, Киль, Германская империя — 26 января 1993, Висбаден, Германия) — гауптштурмфюрер СС, состоявший в айнзацгруппе A, осуществлявшей массовые убийства на оккупированных советских территориях. После войны работал в администрации федерального ведомстве уголовной полиции.

## Биография
Курт Гризе родился 29 июля 1910 года в Киле. После окончания школы изучал право, но обучение не закончил. Гризе служил в полиции Франкфурта-на-Майне, потом в Киле. В 1933 году был зачислен в ряды СС (№ 337262). С 1937 года служил в одной из рот СС в Киле. Принимал участие в деятельности национал-социалистической народной благотворительности. 1 мая 1937 года вступил в НСДАП (билет № 4424695). С октября 1938 по июль 1939 года проходи учебный курс в школе полиции безопасности и СД в Шарлоттенбурге. Впоследствии работал в уголовной полиции Мангейма.
В конце 1942 года был отправлен в  Литву в айнзацкоманду 3 в составе айнзацгруппы A, которая в то время использовалась для борьбы с партизанами, уничтожения гетто и депортации евреев в лагеря смерти и концлагеря. Айнзацгруппа A отвечала за массовые убийства мирного (в частности, еврейского) населения. В конце января 1944 года получил звание гауптштурмфюрера СС. С ноября 1944 года был офицером связи начальника полиции безопасности рейхскомиссариата Остланд в штабе 18-й армии группы армии «Север», а потом был офицером связи высшего руководителем полиции и СС (HSSPF).

### После войны
С августа 1947 по апрель 1948 года находился в лагере для интернированных. Гризе поселился в британской оккупационной зоне, где прошёл денацификацию. С 1954 года служил в федеральном ведомстве уголовной полиции, где возглавлял отдел по оказанию услуг. В 1970 году вышел на пенсию. Против него не проводились судебные расследования.